# Calaxius jenneri
Calaxius jenneri är en kräftdjursart som först beskrevs av A. B. Williams 1974.  Calaxius jenneri ingår i släktet Calaxius och familjen Axiidae. Inga underarter finns listade i Catalogue of Life.